# 이재이
이재이(1989년 5월 11일~)는 대한민국의 여자 배우이다. 현재 광고, 뮤지컬, 드라마에서 활동하고 있다.
이재이(1999년 11월 6일 ~)  대한민국의 여자 배우이다. 소속사는 저스트 엔터테인먼트이다.

## 학력[3]
- 성신여자대학교 인문융합예술대학 미디어영상연기학과 (졸업)

## 드라마
- 2023년 MBC 오늘도 사랑스럽개